# Glossaire phytosanitaire
Ce glossaire phytosanitaire présente un répertoire de termes et leurs définitions, qui ont une signification particulière dans le domaine de la quarantaine végétale. Cette dernière appellation désigne l'ensemble des activités qui visent d'une part à prévenir l'introduction et la dissémination sur un territoire d'organismes nuisibles pour les végétaux, classés par la réglementation comme organismes de quarantaine, et d'autre part à les combattre officiellement.
La FAO recommande l'emploi de ces termes entre les acteurs des échanges de végétaux sur le marché international, afin de faciliter la rédaction et la mise en application des mesures phytosanitaires, ainsi que la communication entre les partenaires commerciaux.
- Haut – A
- B
- C
- D
- E
- F
- G
- H
- I
- J
- K
- L
- M
- N
- O
- P
- Q
- R
- S
- T
- U
- V
- W
- X
- Y
- Z

## A
- Agrément d'un envoi de végétaux : vérification de la conformité à la réglementation phytosanitaire.

- Analyse : examen officiel, autre que visuel, permettant de s'assurer de la présence ou de l'absence d'organismes nuisibles, ou permettant de les identifier.

- Analyse du risque phytosanitaire : évaluation, puis gestion du risque phytosanitaire.

- Article réglementé : tout lieu de stockage, moyen de transport, conteneur ou tout autre objet ou matériel susceptible de porter ou de disséminer des organismes nuisibles, particulièrement pour tout ce qui concerne les transports internationaux.

## B
- Bois : grumes, bois scié, copeaux ou bois de calage, avec ou sans écorce.

- Bois de calage : bois utilisé pour caler ou soutenir la cargaison.

- Bois scié :  bois scié en longueur ou équarri avec ou sans sa surface ronde naturelle, avec ou sans écorce.

- Bulbes et tubercules : parties souterraines dormantes de végétaux, destinées à la plantation.

## C
- Catégorie de marchandise : groupe de marchandises similaires couvertes par une réglementation phytosanitaire commune.

- Certificat : document officiel attestant de l'état phytosanitaire d'un envoi soumis à la réglementation phytosanitaire.

- Certificat phytosanitaire : certificat présenté sous la forme préconisée par la CIPV.

- Certification phytosanitaire : utilisation de méthodes phytosanitaires permettant la délivrance d'un certificat phytosanitaire.

- Champ : parcelle de terre, bien délimitée à l'intérieur d'un lieu de production, sur laquelle une marchandise est cultivée.

- CIPV :  l'abréviation pour la Convention internationale pour la protection des végétaux, déposée en 1951 à la FAO (Rome) et amendée depuis.

- Culture artificielle de tissus :  voir Végétaux en culture artificielle de tissus

## D
- Déclaration supplémentaire : déclaration à faire figurer sur le certificat phytosanitaire lorsque cela est requis par le pays importateur; cette déclaration donne des renseignements précis et complémentaires sur l'état phytosanitaire de l'envoi.

- Denrée stockée : produit végétal non manufacturé destiné à la consommation ou à la transformation, entreposé à l'état sec (comprenant notamment les grains, les fruits et les légumes secs).

- Détention : maintien officiel d'un envoi, éventuellement en isolement, pour motif phytosanitaire.

- Dissémination : extension de la répartition géographique d'un organisme nuisible à l'intérieur d'une zone.

## E
- Écorçage : enlèvement de l'écorce des grumes (le produit après écorçage n'est pas nécessairement indemne d'écorce).

- Enrayement : application de mesures phytosanitaires dans ou autour d'une zone infestée afin de prévenir la dissémination d'un organisme nuisible.

- Entrée d'un envoi de végétaux : arrivée, par un point d'entrée, dans une zone.

- Entrée d'un organisme nuisible : arrivée d'un organisme nuisible dans une zone où il est absent, ou présent mais à distribution restreinte et faisant l'objet d'une lutte officielle.

- Envoi : ensemble de végétaux, de produits végétaux et/ou d'autres articles réglementés expédié d'un pays à un autre et couvert par un seul certificat phytosanitaire (un envoi peut être composé de plusieurs lots).

- Équivalence : caractéristique de mesures phytosanitaires qui ne sont pas identiques mais qui ont les mêmes effets.

- Éradication : application de mesures phytosanitaires afin d'éliminer un organisme nuisible d'une zone.

- Établissement : perpétuation, dans un avenir prévisible, d'un organisme nuisible dans une zone après son entrée.

- Évaluation du risque phytosanitaire : évaluation pour un organisme nuisible de sa réponse aux critères définissant un organisme de quarantaine et évaluation de son potentiel d'introduction.

## F
- Filière : tout moyen par lequel un organisme nuisible peut entrer ou se disséminer.

- Fleurs coupées et rameaux : parties de végétaux fraîchement coupées, destinées à la décoration et non à la plantation.

- Foyer d'un organisme nuisible : population isolée d'un organisme nuisible, récemment détectée, dont la persistance est attendue dans l'immédiat.

- Frais : vivant, n'ayant pas subi de séchage, de congélation ou tout autre procédé de conservation.

- Fruits et légumes : parties fraîches ou non transformées de végétaux, destinées à la consommation ou à la transformation.

- Fumigation : traitement utilisant un agent chimique qui atteint la marchandise entièrement ou en grande partie sous forme gazeuse.

## G
- Gamme de plantes hôtes : gamme d'espèces végétales susceptibles d'assurer la survie d'un organisme nuisible donné dans des conditions naturelles.

- Gestion du risque phytosanitaire : système de décision permettant de réduire le risque d'introduction d'un organisme de quarantaine.

- Grain : graines destinées à la consommation ou/et à la transformation et non à la plantation.

- Grume : bois non scié en longueur ou équarri, gardant sa surface ronde naturelle, avec ou sans écorce.

## H
- Harmonisation : développement, reconnaissance et application par les différents pays de mesures phytosanitaires basées sur des normes communes.

## I
- Indemne : s'applique à un envoi, un champ, ou un lieu de production, dépourvu d'organismes nuisibles (ou d'un organisme nuisible donné) en nombres ou en quantités détectables par des méthodes phytosanitaires.

- Inspecteur : personne autorisée par une Organisation nationale de la protection des végétaux à remplir les fonctions de cette dernière.

- Inspection : examen visuel officiel de végétaux, de produits végétaux ou d'autres articles réglementés afin de s'assurer de la présence ou de l'absence d'organismes nuisibles et/ou du respect de la réglementation phytosanitaire.

- Inspection au champ : inspection de végétaux au champ pendant la période de végétation.

- Interception d'un envoi : refoulement ou entrée conditionnelle d'un envoi importé résultant du non-respect de la réglementation phytosanitaire.

- Interception d'un organisme nuisible : découverte d'un organisme nuisible lors de l'inspection d'un envoi importé.

- Interdiction : réglementé phytosanitaire interdisant l'importation ou le mouvement d'organismes nuisibles ou de marchandises donnés.

- Introduction : entrée d'un organisme nuisible, suivie de son établissement.

## L
- Législation phytosanitaire : lois de base, permettant à une Organisation nationale de la protection des végétaux de formuler une réglementation phytosanitaire.

- Libération d'un envoi : autorisation d'entrée après agrément.

- Lieu de production : tout site ou ensemble de champs exploités comme une seule unité de production agricole.

- Lot : Groupe ou ensemble d'éléments d'une marchandise donnée, identifiable par son homogénéité de composition, d'origine, etc. (un ou plusieurs lots peuvent constituer un envoi).

- Lutte contre un organisme nuisible : suppression, enrayement ou éradication de la population d'un organisme nuisible.

## M
- Marchandise : un type de végétal, de produit végétal ou d'autres articles réglementés pouvant être transporté lors d'échanges commerciaux ou pour d'autres raisons.

- Matériel génétique : végétaux destinés à être utilisés dans des programmes de sélection et d'amélioration, ou de conservation.

- Matériel de propagation : Voir Végétaux destinés à la plantation

- Mesure phytosanitaire : toute législation, réglementation ou méthode officielle ayant pour objectif de prévenir l'introduction et/ou la dissémination des organismes de quarantaine.

- Méthode phytosanitaire : méthode officielle prescrite pour les inspections, les analyses, les prospections ou les traitements phytosanitaires.

- Milieu de culture : matériel dans lequel poussent les racines des végétaux ou qui est destiné à en recevoir.

## N
- Norme : document, établi par consensus et approuvé par un organisme reconnu, qui fournit, pour des usages communs et répétés, des règles, des lignes directrices ou des caractéristiques, pour des activités ou leurs résultats, garantissant un niveau d'ordre optimal dans un contexte donné.

## O
- Officiel : établi, autorisé ou réalisé par une Organisation nationale de la protection des végétaux.

- ONPV : Abréviation d'Organisation nationale de la protection des végétaux

- Organisation nationale de la protection des végétaux : service officiel institué par un gouvernement pour mettre en œuvre les fonctions exigées par la CIPV.

- Organisation régionale de la protection des végétaux : organisation intergouvernementale chargée des fonctions précisées dans l'article VIII de la CIPV.

- Organisme de quarantaine : organisme nuisible qui a une importance potentielle pour l'économie de la zone menacée et qui n'est pas encore présent dans cette zone, ou bien qui y est présent, mais à distribution restreinte, et faisant l'objet d'une lutte officielle.

- Organisme non de quarantaine : organisme nuisible qui n'est pas un organisme de quarantaine pour une zone donnée.

- Organisme nuisible : toute espèce, souche ou biotype de végétal ou d'animal, ainsi que d'agent pathogène, nuisible aux végétaux ou aux produits végétaux.

- ORPV : Abréviation d'Organisation régionale de la protection des végétaux

## P
- Pays d'origine : pays où un envoi de végétaux a été cultivé

- Pays de réexportation : pays au travers duquel un envoi de végétaux est transporté et y subit un fractionnement, un entreposage ou un renouvellement de son emballage

- Pays de transit : pays au travers duquel un envoi de végétaux est transporté, sans subir de fractionnement, d'entreposage ou de renouvellement de son emballage, et ainsi sans exposition à une éventuelle contamination par les organismes nuisibles

- Période de végétation : période de l'année pendant laquelle les végétaux ont une croissance active, dans une zone précisée

- Permis d'importation : document officiel autorisant l'importation d'une marchandise conforme à des exigences phytosanitaires déterminées [révisée, 1995; précédemment Autorisation d'importation]

- Persistance : Voir Rémanence

- PFA : Abréviation du terme anglais correspondant à zone indemne, dont l'utilisation est préconisée dans d'autres langues [nouveau, 1995]

- Phytosanitaire : Ayant trait à la quarantaine végétale

- Plantation (y compris replantation) : toute opération de mise en place de végétaux dans un milieu de culture en vue d'assurer leur croissance ou leur reproduction/multiplication ultérieures.

- Point d'entrée : aéroport, port maritime ou point de frontière terrestre officiellement désigné pour l'importation d'envois, et/ou l'arrivée de passagers.

- PRA : Abréviation du terme anglais correspondant à l'analyse du risque phytosanitaire, dont l'utilisation est préconisée dans d'autres langues.

- Pratiquement indemne : s'applique à un envoi, un champ, ou un lien de production, dépourvu d'organismes nuisibles (ou d'un organisme nuisible donné) en nombre ou en quantité supérieurs à celui ou celle qui résulteraient de l'application de bonnes pratiques de culture et de manutention lors de la production et de la commercialisation de la marchandise.

- Pré-agrément : certification phytosanitaire et/ou agrément dans le pays d'origine, réalisée par ou sous le contrôle régulier de l'Organisation nationale de la protection des végétaux du pays de destination [révisée, 1995]

- Présence d'un organisme nuisible : un organisme nuisible est dit présent dans une zone s'il est officiellement déclaré qu'il y est indigène ou introduit, et ce, en l'absence de déclaration officielle de son éradication

- Produit végétal : produit non manufacturé d'origine végétale (y compris les grains), ainsi que tout produit manufacturé qui étant donné sa nature ou celle de sa transformation, peut constituer un risque de dissémination d'organismes nuisibles.

- Prospection : procédé méthodique permettant de déterminer les caractéristiques d'une population d'organismes nuisibles ou leur présence dans une zone.

- Prospection de population : prospection continue réalisée afin de vérifier les caractéristiques d'une population d'organismes nuisibles.

- Prospection d'étendue géographique : prospection réalisée afin de délimiter l'étendue de la zone considérée comme infestée par un organisme nuisible ou comme en étant indemne.

- Prospection sur la présence : prospection faite sur une zone afin de s'assurer de la présence d'organismes nuisibles.

- Proximité immédiate : les champs adjacents à un champ, ou les lieux de production adjacents à un lien de production.

## Q
- Quarantaine :
- Quarantaine post-entrée : quarantaine appliquée à un envoi après son entrée.

- Quarantaine végétale : l'ensemble des activités qui visent à prévenir l'introduction et/ou la dissémination d'organismes de quarantaine ou à les combattre officiellement.

## R
- Refoulement : refus d'importer un envoi ou autre article réglementé non conforme à la réglementation phytosanitaire.

- Région : ensemble des territoires des États membres d'une Organisation régionale de la protection des végétaux.

- Réglementation phytosanitaire : ensemble de règlements officiels visant à prévenir l'introduction et/ou la dissémination d'organismes de quarantaine en contrôlant la production, le déplacement ou l'existence de marchandises ou d'autres articles, ou l'activité normale des personnes, et en établissant des systèmes de certification phytosanitaire.

- Rémanence : Durée pendant laquelle un produit phytosanitaire reste efficace sur l'objet traité.

## S
- Semences : graines destinées à la plantation et non à la consommation ou à la transformation (voir Grain).

- Station de quarantaine : centre officiel servant à la détention de végétaux ou produits végétaux soumis à la quarantaine.

- Suppression d'un organisme nuisible : application de mesures phytosanitaires dans une zone infestée en vue de la réduction des populations d'organismes nuisibles et ainsi de la limitation de leur dissémination ultérieure.

## T
- Traitement contre les organismes nuisibles : procédure officielle autorisée pour la destruction, l'élimination ou la stérilisation d'organismes nuisibles

- Transparence : principe de la mise à disposition internationale des mesures phytosanitaires et de leur justification.

- Trouver indemne d'un organisme nuisible : inspecter un envoi, un champ ou un lieu de production et estimer qu'il est indemne d'un organisme nuisible donné.

## V
- Végétaux : plantes vivantes et parties de plantes vivantes, y compris les semences.

- Végétaux destinés à la plantation : végétaux destinés à rester en terre, à être plantés ou à être replantés.

- Végétaux en culture artificielle de tissus : végétaux cultivés sur un milieu transparent et aseptique dans un conteneur transparent fermé.

## Z
- Zone : totalité d'un pays, partie d'un pays, ou totalité ou des parties de plusieurs pays identifiées officiellement.

- Zone de quarantaine : zone à l'intérieur de laquelle un organisme de quarantaine est présent et fait l'objet d'une lutte officielle.

- Zone indemne : zone où l'absence d'un organisme nuisible donné a été prouvée scientifiquement et, au besoin, est maintenue par l'application de mesures officielles.

- Zone menacée : zone où les facteurs écologiques sont favorables à l'établissement d'un organisme nuisible dont la présence entraînerait des pertes économiquement importantes.

- Zone PRA : zone pour laquelle une analyse du risque phytosanitaire est réalisée.